# The First Time (альбом Келси Баллерини)
The First Time  — дебютный студийный альбом американской кантри-певицы Келси Баллерини, вышедший 19 мая 2015 года на лейбле Black River

## Отзывы
| Оценки критиков | Оценки критиков |
| Источник        | Оценка          |
| --------------- | --------------- |
| AllMusic        | [ 2 ]           |

Альбом получил положительные отзывы музыкальных критиков и интернет-изданий.
В рецензии британского издания Evening Standard альбом The First Time сравнили с ранними работами Тейлор Свифт, назвав его «кантри с маленькой буквой „с“» и заявив, что благодаря «сильным мелодиям» у него есть потенциал «привлекательности для разных жанров». В 2017 году автор Billboard Чак Дофин включил семь треков с альбома в свой топ-10 лучших песен Баллерини: «Love Me Like You Mean It» на первом месте, «Peter Pan» на втором, «Looking at Stars» на пятом, «Yeah Boy» на седьмом, «Dibs» на восьмом, заглавный трек на девятом и «Square Pegs» на десятом.
The First Time дебютировал на 31-м месте в американском хит-параде Billboard 200 и под номером 4 в чарте Top Country Albums с продажами за первую неделю в 13 500 копий. В Billboard 200 он провёл почти два года и покинул топ-100 на неделе 1 августа 2015 года, проведя в чарте 100 недель. Альбом был сертифицирован платиновым 10 декабря 2020 года Ассоциацией звукозаписывающих компаний Америки (RIAA). По состоянию на октябрь 2017 года в США было продано 306 700 копий.

## Список композиций
Слова и музыка всех песен — Келси Баллерини, соавторы указаны дополнительно.
| №                   | Название                   | Автор(ы)                               | Длительность |
| ------------------- | -------------------------- | -------------------------------------- | ------------ |
| 1.                  | «XO»                       | Catt Gravitt Gerald O'Brien            | 2:54         |
| 2.                  | «Peter Pan»                | Forest Glen Whitehead Jesse Lee        | 3:20         |
| 3.                  | «Love Me Like You Mean It» | Whitehead Josh Kerr Lance Carpenter    | 3:20         |
| 4.                  | «Square Pegs»              | Джош Осборн Scott Stepakoff            | 3:22         |
| 5.                  | «The First Time»           |                                        | 4:00         |
| 6.                  | «Looking at Stars»         | Whitehead Stepakoff                    | 3:18         |
| 7.                  | «Sirens»                   | Whitehead Jennifer Denmark             | 3:26         |
| 8.                  | «Secondhand Smoke»         | Kerr Jordyn Shellhart                  | 3:43         |
| 9.                  | «Dibs»                     | Ballerini Kerr Ryan Griffin Jason Duke | 3:03         |
| 10.                 | «Stilettos»                | Whitehead Kevin Savigar                | 3:26         |
| 11.                 | «Yeah Boy»                 | Whitehead Keesy Timmer                 | 3:14         |
| 12.                 | «Underage»                 | Kerr Stepakoff                         | 3:12         |
| Общая длительность: | Общая длительность:        | Общая длительность:                    | 40:18        |

| №   | Название                      | Автор(ы)  | Длительность |
| --- | ----------------------------- | --------- | ------------ |
| 13. | «Yeah Boy» (acoustic version) |           |              |
| 14. | «Out of the Blues»            | Whitehead | 3:56         |

| №                   | Название                                      | Длительность |
| ------------------- | --------------------------------------------- | ------------ |
| 13.                 | «Love Me Like You Mean It» (acoustic version) | 3:02         |
| 14.                 | «Dibs» (acoustic version)                     | 3:09         |
| 15.                 | «Peter Pan» (acoustic version)                | 3:10         |
| 16.                 | «The First Time» (acoustic version)           | 3:32         |
| Общая длительность: | Общая длительность:                           | 53:11        |

## Позиции в чартах
| Чарт (2015—2017)                   | Высшая позиция |
| ---------------------------------- | -------------- |
| Австралия (ARIA)                   | 33             |
| Шотландия (Scottish Albums Chart)  | 66             |
| США (Billboard 200)                | 31             |
| США (Billboard Top Country Albums) | 4              |
| США (Billboard Independent Albums) | 4              |

## Серитфикации
| Регион                                                                      | Сертификация | Продажи   |
| --------------------------------------------------------------------------- | ------------ | --------- |
| США (RIAA)                                                                  | Платиновый   | 1 000 000 |
| Данные о продажах + прослушиваниях приведены только на основе сертификации. |              |           |